# Zola (film 2020)
Zola (stilizzato come @zola) è un film drammatico del 2020 diretto da Janicza Bravo.

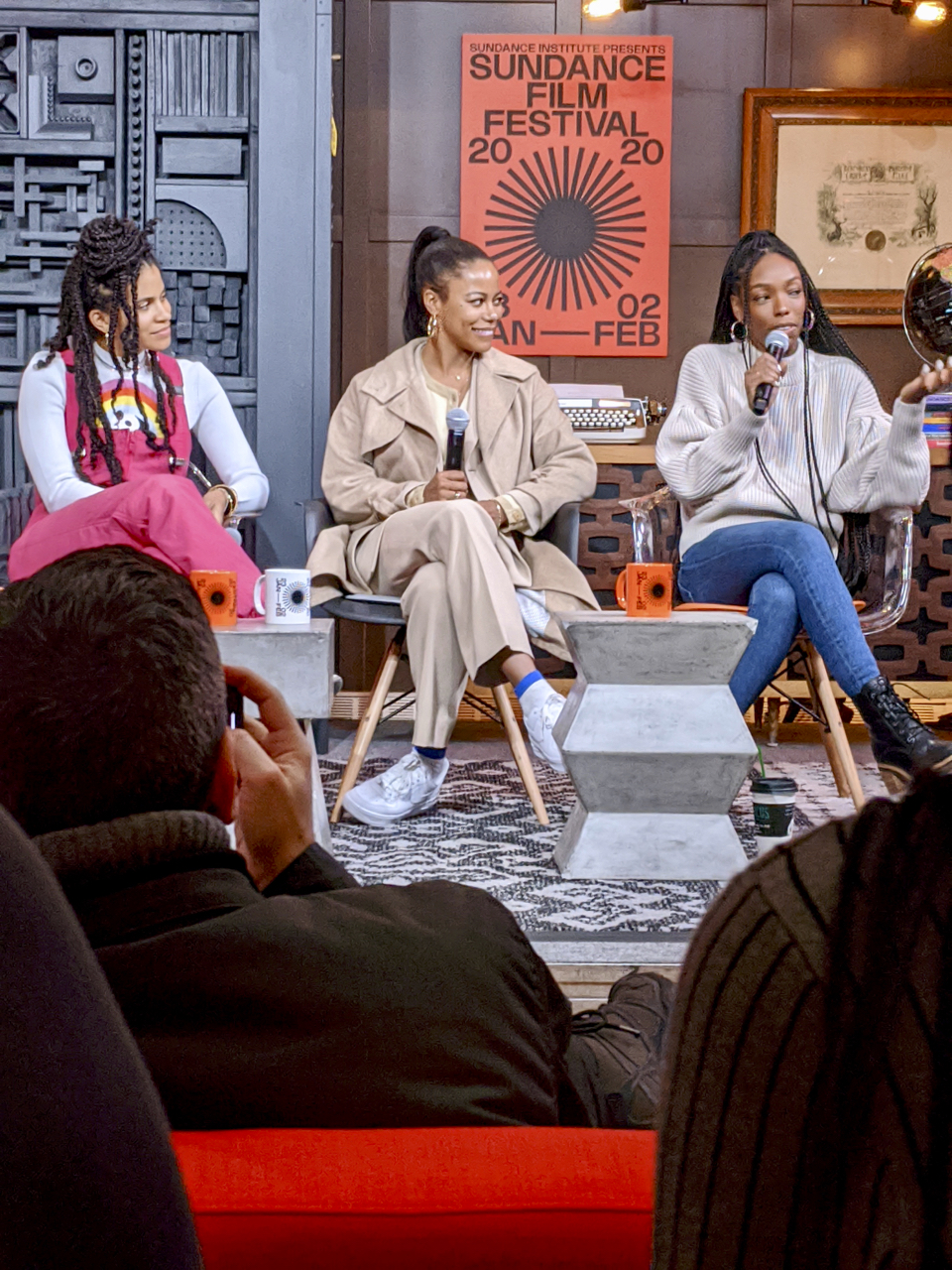
La protagonista Taylour Paige alla premiere del film

## Trama
La cameriera Zola incontra una prostituta di nome Stefani nel ristorante in cui lavora e le due diventano amiche grazie al comune interesse per la pole dance. Stefani invita Zola a unirsi a lei un viaggio in macchina con lo scopo di guadagnare una bella somma esibendosi in numerosi locali di spogliarello della Florida.
Zola accetta e si ritrova presto coinvolta in un burrascoso viaggio con Stefani, il fidanzato di quest'ultima Derrek e il violento lenone X.

## Produzione

### Sviluppo
Nell'ottobre del 2015, la cameriera Aziah "Zola" King ha scritto ben centoquarantotto post su Twitter in cui raccontava di un viaggio in Florida con una spogliarellista di nome Jessica. I tweet, che parlavano di prostituzione, un omicidio e un tentativo di suicidio, sono diventati ben presto virali. Un mese dopo il giornalista David Kushner ha pubblicato un articolo per Rolling Stone in cui intervistava i protagonisti dei tweet, dalla quale è emerso che la King aveva inventato parecchi dettagli per rendere la storia più intrigante. Tuttavia, tali invenzioni hanno incuriosito talmente la regista Janicza Bravo da spingerla ad iniziare a realizzarne la sceneggiatura per un film.

### Cast
Nel febbraio del 2016 è stato annunciato che James Franco avrebbe diretto un adattamento cinematografico dei tweet, sceneggiato da Janicza Bravo, Andrew Neel e Mike Roberts. Franco, Vince Jolivette, Christine Vachon, David Hinojosa e Kara Baker avrebbero anche prodotto il film sotto l'egida di Rabbit Bandini Productions, Killer Films e Gigi Films.
Tuttavia, nel giugno del 2018, è stato annunciato che Janicza Bravo avrebbe rimpiazzato Franco alla regia del film e nell'ottobre dello stesso anno Taylour Paige ha ottenuto il ruolo di protagonista della pellicola. Nello stesso messo è stato annunciato anche l'ingresso nel cast di Riley Keough, Nicholas Braun, Colman Domingo e Jason Mitchell; infine, il mese successivo Ari'el Stachel e Jarquale Stewart si sono uniti al cast.

### Riprese
Le riprese avrebbero dovuto iniziare nel febbraio del 2018, ma il progetto è stato temporaneamente accantonato a causa delle accuse di molestie sessuali mosse contro James Franco.
Le riprese si sono finalmente svolte tra il 29 ottobre e il 7 dicembre 2018 in diverse zone della Florida. Sono durate un totale di 27 giorni.

## Colonna sonora
La colonna sonora del film è stata composta dalla musicista britannica Mica Levi.

## Promozione
Il primo trailer del film è stato rilasciato il 31 marzo 2021.

## Distribuzione
Il film ha avuto la sua prima al Sundance Film Festival il 24 gennaio 2020.
La Sony Pictures ha poi acquistato i diritti internazionali del film, la cui uscita nelle sale cinematografiche statunitensi è avvenuta il 30 giugno 2021. Nello stesso giorno il film è stato distribuito anche in Italia.

## Accoglienza

### Incassi
Il film ha incassato globalmente circa 5,2 milioni di dollari, a fronte di un budget di $ 5 milioni di dollari.

### Critica
Zola ha ricevuto recensioni generalmente positive dalla critica statunitense.
Ad esempio, sul sito web Rotten Tomatoes il film riceve il 74% delle recensioni professionali positive, mentre su Metacritic ottiene il punteggio medio di 72 su 100.

## Riconoscimenti[22]
- 2022 - Black Reel Awards[23]
  - Miglior film indipendente a Janicza Bravo
  - Miglior attore non protagonista a Colman Domingo
  - Candidatura per miglior regista emergente a Janicza Bravo
  - Candidatura per la miglior attrice non protagonista a Taylour Paige
  - Candidatura per la migliore interpretazione a Taylour Paige
  - Candidatura per la migliore sceneggiatura a Janicza Bravo e Jeremy O. Harris
  - Candidatura per il miglior montaggio a Joi McMillon
  - Candidatura per il miglior casting a Kim Coleman